# Filmografia sulla Palestina
Questa è una lista di opere audiovisive riguardanti la Palestina.

## Anni sessanta
- Sopralluoghi in Palestina per il Vangelo secondo Matteo, regia di Pier Paolo Pasolini (1963)

## Anni settanta
- Gli Ingannati (Al-makhdu'un), regia di Tewfik Saleh (1972)
- Kafr kasem, regia di Borhane Alaouié (1974)

## Anni ottanta
- Fertile Memories (Al Dhakira al Khasba, regia di Michel Khleifi (1980)[1]
- Why?, regia di Monica Maurer - cortometraggio (1982)
- B'Yom Bahir Ro'im et Dameshek, regia di Eran Riklis (1984)
- Aqabat-jaber: paix sans retour?, regia di Eyal Sivan (1985)
- Travel Document (Te'udat Ma'avar), regia di Rashid Masharawi - cortometraggio (1986)[2]
- Nozze in Galilea (Urs al-jalil), regia di Michel Khleifi (1987)[1]
- Aqabat jaber: Vie de passage, regia di Eyal Sivan (1987)
- Uprising, regia di Alajos Chrudinák - film TV (1988)
- Palestina in fiamme, regia di Monica Maurer - cortometraggio (1988)
- Voices from Gaza, regia di Antonia Caccia - film TV (1989)
- Ha Miklat, regia di Rashid Masharawi - cortometraggio (1989)
- Gerush, regia di Avi Mograbi - cortometraggio (1989)

## Anni novanta
- Dar o dour, regia di Rashid Masharawi - film TV (1990)
- Children of Fire, regia di Mai Masri (1990)
- Long days in Gaza, regia di Rashid Masharawi (1991)
- Finale di coppa (Gmar Gavi'a), regia di Eran Riklis (1991)
- Izkor: Slaves of Memory, regia di Eyal Sivan (1991)
- Israland, regia di Eyal Sivan (1991)
- Nevé-shalom / Wahat al-salam, regia di David Yoshpe - cortometraggio (1991)
- The magician, regia di Rashid Masharawi - cortometraggio (1992)
- L'ordre du jour, regia di Michel Khleifi (1993)
- Hatta Ishaar Akhar, regia di Rashid Masharawi (1993)[3]
- Nagi El-Ali, regia di Atef E-Taieb (1994)
- Naji Al-Ali - Un artista visionario (Naji al-ali: An Artist with Vision), regia di Kasim Abid (1994)
- Al-Amal al-Ghamid, regia di Norma Marcos (1994)
- The reconstruction - The Danny Katz murder case, regia di Avi Mograbi - film TV (1994)
- Jerusalems: Le syndrome borderline, regia di Eyal Sivan (1994)
- Hanan Ashrawi - ‘Imra’a fi Zaman al-Tahaddi, regia di Mai Masri (1995)
- La storia dei tre gioielli , regia di Michel Khleifi (1995)[4]
- Forbidden Marriages in the Holy Land, regia di Michel Khleifi (1996)
- Haïfa, regia di Rashid Masharawi (1996)
- Chronicle of a Disappearance, regia di Elia Suleiman (1996)
- People and the Land, regia di Tom Hayes (1997)
- Rabab, regia di Rashid Masharawi (1997)
- Eich Hifsakti L'fahed V'lamadeti L'ehov et Arik Sharon, regia di Avi Mograbi (1997)
- Darb el-tabanat, regia di Ali Nassar (1997)
- Al nakba: the Palestinian Catastrophe, regia di Joseph Rochlitz (1997)
- War and peace in Vesoul, regia di Amos Gitai, Elia Suleiman (1997)
- Mahmoud Darwich et la terre comme la langue, regia di Simone Bitton (1998)
- A House in Jerusalem, regia di Amos Gitai (1998)
- Tension, regia di Rashid Masharawi - cortometraggio (1998)
- Children of Shatila, regia di Mai Masri (1998)
- 1948, regia di Mohammad Bakri (1998) – documentario
- Kadosh, regia di Amos Gitai (1999)
- Khalf al-aswar, regia di Rashid Masharawi (1999)
- Frontiers of dreams and fears, regia di Mai Masri (1999)
- Yom Huledet Same'ach Mar Mograbi, regia di Avi Mograbi (1999)
- Vegvul natan, regia di Eran Riklis (1999)
- Uno specialista - Ritratto di un criminale moderno (Un spécialiste, portrait d'un criminel moderne), regia di Eyal Sivan (1999)
- Cyber Palestine, regia di Elia Suleiman - cortometraggio (1999)

## Anni duemila
- Sawurna: Palestinesi del Libano, regia di Marco Carraro, Andreas Pichler, Susanna Schoenberg (2000)
- Giorno per giorno (Yom yom), regia di Amos Gitai (2000)
- Upside down, regia di Rashid Masharawi (2000)
- Out of focus, regia di Rashid Masharawi (2000)
- A waiting for saladin, regia di Tawfik Abu Wael (2001)
- Ahlam al-manfa, regia di Mai Masri (2001)
- Promesse (Promises), regia di B. Z. Goldberg, Justine Shapiro, Carlos Bolado (2001)
- The Inner Tour, regia di Ra'anan Alexandrowicz (2001)
- Jamal – Una storia di coraggio (Jamal: A Story of Courage), regia di Saed Andoni - cortometraggio (2001)
- Asurot, regia di Anat Even (2001)
- Ka'ek sul pavimento, regia di Ismail Habbash - cortometraggio (2001)
- Desideri, regia di Ismail Habbash - cortometraggio (2001)
- Sharon, l'accusato (Sharon, the accused), regia di Fergal Keane - film TV (2001)
- Frontieres of Dream and Fears - RÍves d'exiles, regia di Mai Masri (2001)
- Hai Mish Eishi, regia di Alia Arasoughly (2001)
- Song on a Narrow Path – Storie da Gerusalemme (Song on a Narrow Path), regia di Akram Safadi (2001)
- Intervento divino (Yadon ilaheyya), regia di Elia Suleiman (2001)
- The settlers, regia di Ruth Walk (2001)
- Jenin, Jenin, regia di Mohammad Bakri (2002)[5]
- Il quattordicesimo, regia di Tawfik Abu Wael - cortometraggio (2002)
- Arba'a aghani li Filastin, regia di Nada Al-Yassir - cortometraggio (2002)
- My terrorist, regia di Yulie Gerstel - film TV (2002)
- Nella bolla - film documentario di Alessandro Cassigoli (2002)
- Palestina tutti i giorni, regia di Roberto Giannarelli, Marco Simon Puccioni (2002)
- Verso oriente (Kedmah), regia di Amos Gitai (2002)
- Fino all'ultima kefìah!, regia di Fulvio Grimaldi (2002)
- La nuova casa, regia di Ismail Habbash - cortometraggio (2002)
- Che nessuno pianga, regia di Maren Karlitzky - cortometraggio (2002)
- Troppo coraggio, regia di Maren Karlitzky (2002)
- Gaza strip, regia di James Longley (2002)
- Con la palestina negli occhi, regia di Federico Mariani, Vittorio Giorno - cortometraggio (2002)
- Radio palestina (Live from Palestine), regia di Rashid Masharawi (2002)
- Love season, regia di Rashid Masharawi (2002)
- Checkpoint, waiting, homemovie, regia di Rashid Masharawi (2002)
- Ticket to Jerusalem, regia di Rashid Masharawi (2002)
- Live from Palestine (En direct de Palestine), regia di Rashid Masharawi (2002)
- Naim Paradise, regia di Nada Al-Yassir (2002)
- The Green Bird, regia di Liana Badr - cortometraggio (2002)
- Walad ismuhu Muhammad, regia di Najjar Najwa - cortometraggio (2002)
- August - A Moment Before Eruption, regia di Avi Mograbi (2002)
- Temptation, regia di Eran Riklis (2002)
- It is no Dream, regia di Joseph Rochlitz (2002)
- Cebris, regia di Shehada Abdel Salem (2002)
- Bambini perduti della Palestina, regia di Hossam Wahbeh - cortometraggio (2002)
- Lettere dalla Palestina, regia di Franco Angeli, Giuliana Berlinguer, Maurizio Carrassi, Giuliana Gamba, Roberto Giannarelli, Wilma Labate, Francesco Ranieri Martinotti, Francesco Maselli, Mario Monicelli, Ettore Scola, Fulvio Wetzl (2003)
- La raccolta delle olive, regia di Hanna Elias (2003)[6]
- Israel's Secret Weapon, regia di Giselle Portenier (2003)
- Elias Chacour, prophète en son pays, regia di Claude Roshem Smith, André Chapel (2003)
- Arna's children, regia di Juliano M. Khamis, D. Daniel (2003)
- Dispatches: the killing zone, regia di Rodrigo Vazquez - film TV (2003)
- Hommos el eid, regia di Rashid Masharawi (2003)
- Shaharazad – one moon, regia di Rashid Masharawi (2003)
- Checkpoint, regia di Yoav Shamir (2003)
- Mi Delet Ledelet, regia di Shunit Aharon - cortometraggio (2003)
- Caged bird's son, regia di Sobi al-Zobaidi (2003)
- Mur, regia di Simone Bitton (2004)
- Good morning Galqilia, regia di Dima Abu Ghoush (2004)
- A stone throw away, regia di Lina Halvorsen (2004)
- Death in gaza, regia di James Miller, Saira Shah (2004)
- Waiting for Mordechai, regia di Jenny Morgan - cortometraggio (2004)
- Avanim regia di Raphaël Nadjari (2004)
- La sposa siriana (The Syrian Bride), regia di Eran Riklis (2004)
- Route 181. frammenti di un viaggio in Palestina (Route 181: Fragments of a Journey in Palestine-Israel), regia di Michel Khleifi, Eyal Sivan (2004)
- 2.000 terrorists, regia di Peter Speetjens, Hanro Smitsman (2004)
- Private, regia di Saverio Costanzo (2005)
- West east, regia di Rina Khoury (2005)
- Arafat my brother, regia di Rashid Masharawi (2005)
- Waiting, regia di Rashid Masharawi (2005)
- Beirut diaries, regia di Mai Masri (2005)
- Face to Face: I Giovani di Neve Shalom - Wahat al Salam, regia di Mariagrazia Moncada, Danielle Mitzman (2005)
- Avenge But One of My Two Eyes, regia di Avi Mograbi (2005)
- Occupation 101, regia di Sufyan Omeish, Abdallah Omeish (2005)
- Paradise Now, regia di Hany Abu-Assad (2005)
- The iron wall, regia di Mohammed Al Atar (2006)
- Il mio nuovo strano fidanzato, regia di Teresa De Pelegrì (2006)
- Awwiz Ammawit Al-Humar, regia di Mohamed El-Assyouti (2006)
- Met'akhara, regia di Eman ElNaggar (2006)
- Bridge over the Wadi, regia di Barak Heymann, Tomer Heymann (2006)
- Il club antioccupazione delle nonnine infuriate (The Raging Grannies Anti-Occupation Club), regia di Klinke Iwajla (2006)
- Bil'in Habibti, regia di Shai Carmeli-Pollak (2006)
- Da quando te ne sei andato, regia di Mohammad Bakri (2006) – documentario[7]
- Gaza, ferite inspiegabili e nuove armi, regia di Maurizio Torrealta, Flaviano Masella (2006)
- Human beings are dancing stars, regia di Maj Wechselmann (2006)
- Madri, regia di Barbara Cupisti (2007)
- Our suffering in this land, regia di Ed Hill (2007)
- I'm in Jerusalem, regia di Mona Jaridi (2007)
- 33 days, regia di Mai Masri (2007)
- Tehilim, regia di Raphaël Nadjari (2007)
- Flipping out, regia di Yoav Shamir (2007)
- Jerusalem…the east side story, regia di Mohammed Al Atar (2008)
- Vietato sognare, regia di Barbara Cupisti (2008)
- Al-Nakba, - serie TV (2008)
- Una manciata di terra (A Handful of Earth), regia di Sahera Dirbas (2008)
- Numero uno in lista, regia di Giacomo Durzi (2008)
- Il sale di questo mare (Milh hadha al-Bahr), regia di Annemarie Jacir (2008)[8]
- Il compleanno di Laila (Eid milad Laila), regia di Rashid Masharawi (2008)
- Z32, regia di Avi Mograbi (2008)
- My first war, regia di Yariv Mozer (2008)
- Thakirat al sabbar: hikayat thalat qura Falasteenia, regia di Hannah Musleh - cortometraggio (2008)
- Historia Shel Hakolnoah Israeli, regia di Raphaël Nadjari (2008)
- Al-mor wa al rumman, regia di Najwa Najjar (2008)
- Il giardino di limoni - Lemon Tree (Etz Limon), regia di Eran Riklis (2008)[9]
- Hashmatsa, regia di Yoav Shamir (2008)
- Rachel, regia di Simone Bitton (2009)
- Shooting Muhammad, regia di Francesco Cannito, Luca Cusani, Michela Sechi (2009)
- Amreeka, regia di Dabis Cherien (2009)
- Zindeeq (Al'zendiq), regia di Michel Khleifi (2009)[10]
- Piombo fuso, regia di Stefano Savona (2009)
- Il tempo che ci rimane (The time that remains), regia di Elia Suleiman (2009)
- Zahara, regia di Mohammad Bakri (2009) – documentario[11]

## Anni duemiladieci
- Miral, regia di Julian Schnabel (2010)[12]
- The Salt Fisherman (Sayyad Elmilh), regia di Ziad Bakri (2011)[13]
- Palestine, regia di Nadir Dendoune - documentario (2011)
- David & Kamal, regia di Kikuo Kawasaki (2011)
- In fuga con il nemico (Zaytoun), regia di Eran Riklis (2012)
- Quando ti ho visto (Lamma shoftak), regia di Annemarie Jacir (2012)[14]
- Just Play, regia di Dimitri Chimenti - documentario (2012)
- Omar, regia di Hany Abu-Assad (2013)[15]
- Giraffada (Girafada), regia di Rani Massalha[16]
- Self Made (Boreg), regia di Shira Geffen (2013)[17]
- Oversized Coat, regia di Nawras Abu Saleh (2013)
- Eyes of a Thief, regia di Najwa Najjar (2014)
- Holy Land: A Year in the West Bank, regia di Peter Cohn - documentario (2014)
- Villa Touma, regia di Suha Arraf (2014)
- The Wanted 18, regia di Paul Cowan e Amer Shomali - documentario (2014)
- Ave Maria, regia di Basil Khalil - cortometraggio (2015)[18]
- Off Frame Aka Revolution Until Victory, regia di Mohanad Yaqubi - documentario (2015)
- Oriented, regia di Jake Witzenfeld - documentario (2015)
- The Idol (Ya Tayr El Tayer), regia di Hany Abu-Assad[19]
- Roshmia , regia di Salim Abu Jabal (2015)
- Valentino's Ghost: Why We Hate Arabs, regia di Michael Singh - documentario (2015)
- Personal Affairs (Omor Shakhsiya), regia di Maha Haj (2015)[20]
- Milhemet 90 Hadakot, regia di Eyal Halfon (2016)
- The Occupation of the American Mind, regia di Loretta Alper e Jeremy Earp - documentario (2016)
- Wajib - Invito al matrimonio (Wajib), regia di Annemarie Jacir (2017)[21]
- Ghost Hunting, regia di Raed Andoni, documentario (2017)
- La strada dei Samouni, regia di Stefano Savona - documentario / drammatico (2018)
- Il paradiso probabilmente (It Must Be Heaven), regia di Elia Suleiman (2019)

## Anni duemilaventi
- The Present, regia di Farah Nabulsi (2020) – cortometraggio[22]
- 200 metri (200 ʾamtār), regia di Ameen Nayfeh (2020)
- Amira, regia di Mohamed Diab (2021)
- Farha, regia di  Darin J. Sallam (2021)
- Mediterranean Fever, regia di Maha Haj (2022)